# ریورویو (دلاویر)
ریورویو (به انگلیسی: Riverview) یک منطقهٔ مسکونی در ایالات متحده آمریکا است که در شهرستان کنت، دلاویر واقع شده‌است. ریورویو ۹٫۵ کیلومتر مربع مساحت و ۲٬۴۵۶ نفر جمعیت دارد و ۷٫۹۲ متر بالاتر از سطح دریا واقع شده‌است.